# 纳马克盐湖
纳马克盐湖（波斯語：‎），是伊朗的鹹水湖，位於該國北部，距離庫姆約100公里，海拔高度790米，長80公里、寬30公里，面積1,800平方公里，平深水深0.45米，最大水深1米。
34°30′N 51°52′E / 34.500°N 51.867°E